# Жан Куїтеас де Фокамберж
Жан Куїтеас де Фокамберж (фр. Jean Couiteas de Faucamberge; 24 вересня 1901 — 24 грудня 1963) — колишній французький тенісист.
Найвищим досягненням на турнірах Великого шолома було 3 коло в одиночному розряді.

## Фінали ILTF

### Парний розряд (1)
| Результат | Рік  | Турнір                                      | Покриття | Партнер   | Суперники                | Рахунок       |
| --------- | ---- | ------------------------------------------- | -------- | --------- | ------------------------ | ------------- |
| Перемога  | 1923 | Чемпіонат світу з тенісу на закритих кортах | Дерево   | Анрі Коше | Лайф Роусінґ Ерік Теґнер | 6–1, 6–1, 7–5 |